# Sint-Antoniuskapel ('s-Hertogenbosch)
De Sint Antoniuskapel is een voormalige kapel aan de Hinthamerstraat in 's-Hertogenbosch. Alleen de voorgevel van de oude kapel staat nog overeind en is een rijksmonument.

## Geschiedenis
In 1491 werd in opdracht van de Broederschap van Sint Anthonius een gotische kapel aan het einde van de Hinthamerstraat gebouwd. Tijdens de Beeldenstorm in 1566 werd de kapel flink toegetakeld en deze werd pas in 1609 tijdens Twaalfjarig Bestand hersteld en dit nam de volle twaalf jaar in beslag. Tijdens het Beleg van 's-Hertogenbosch werd de Antoniuskapel opnieuw beschadigd en na de inname van de stad raakte de kapel verder in verval waarop het in 1640 grotendeels werd afgebroken.
In de achttiende eeuw werd het resterende deel van de kapel als pakhuis gebruikt en in het midden van die eeuw stortte het dak daarvan in, alleen de voorgevel bleef gespaard. Pas in 1913 werd de voorgevel door de architecten en werklieden van de restauratie van de Sint-Janskathedraal hersteld en werd de gevel opnieuw met beelden versierd. De gebouwen rondom de oude Antoniuskapel leden veel schade in 1944 toen de Geallieerden in 1944 de Zuid-Willemsvaart overstaken bij Sluis 0. In 1956 werd achter de kapel een bejaardentehuis gebouwd en in de moderne herbouwing maakt de gotische voorgevel deel uit van het complex van het bejaardenhuis.

## Galerij

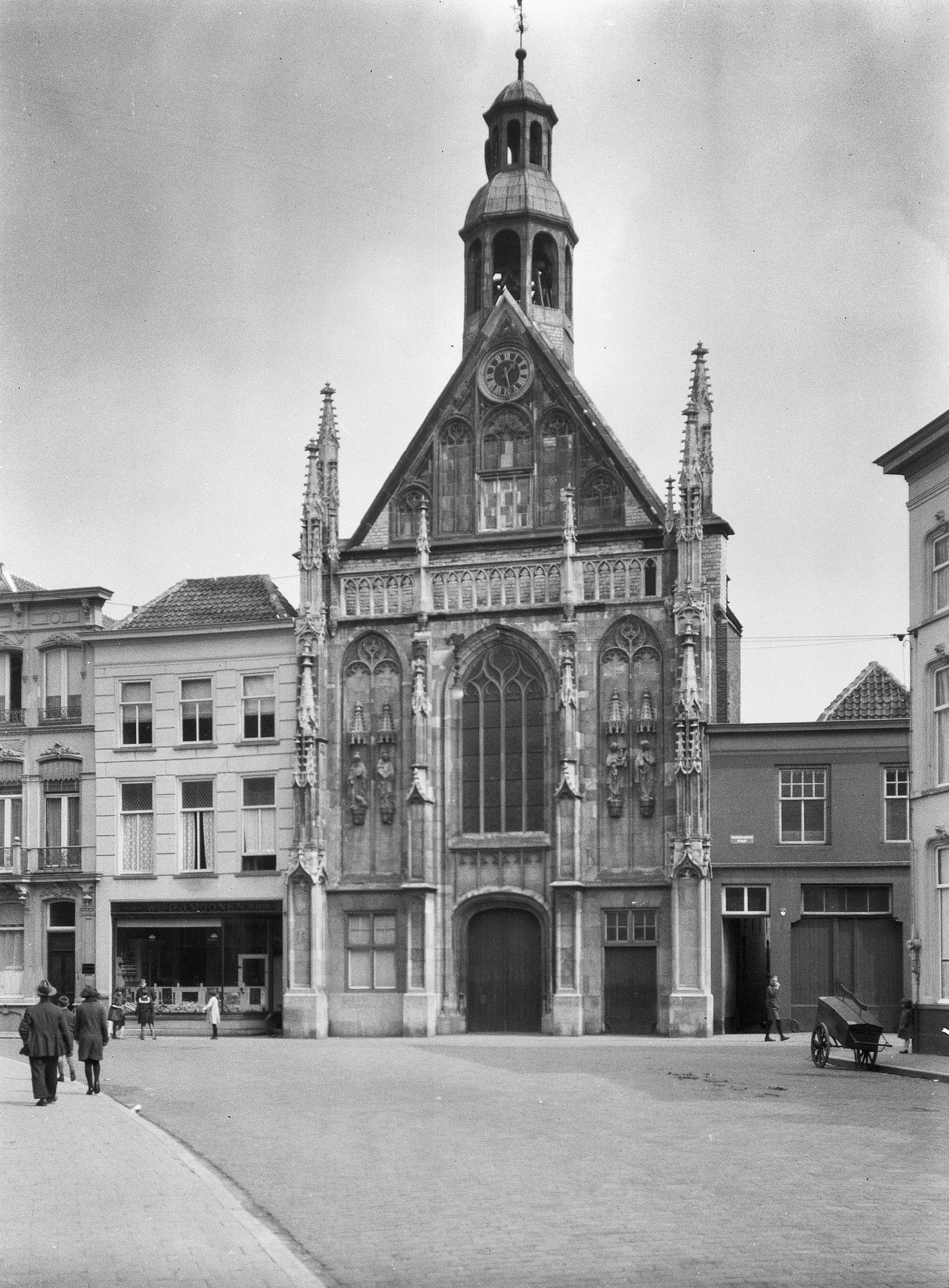
Historische foto van de kapel
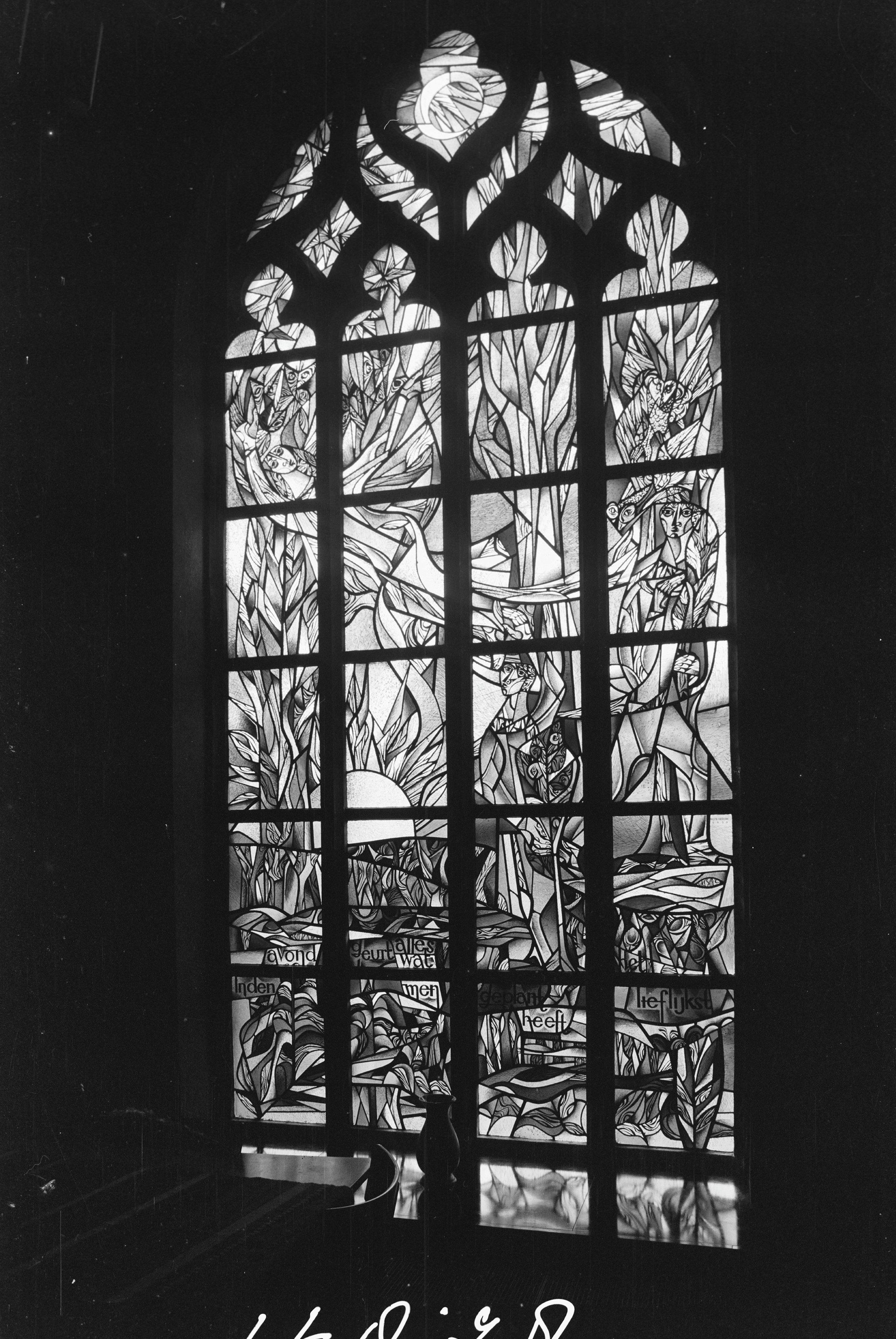
Modern glas-in-loodraam in de kapel
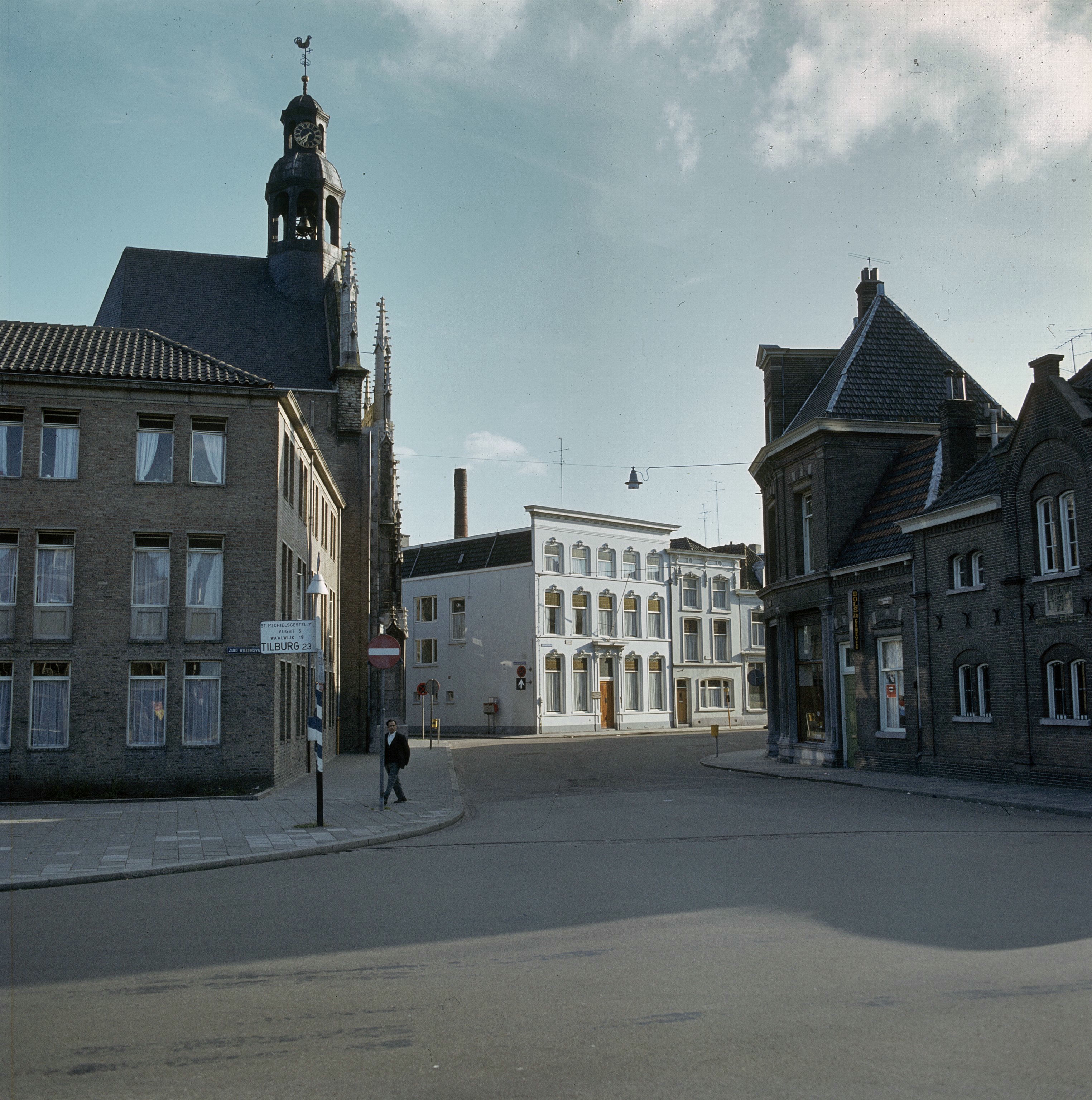
Zijaanzicht op de kapel vanaf de Zuid-Willemsvaart